# Křišťanovice
Křišťanovice (en allemand : Christdorf) est une commune du district de Bruntál, dans la région de Moravie-Silésie, en République tchèque. habitants en 2021.

## Géographie
Křišťanovice se trouve à 9 km au nord-est de Moravský Beroun, à 16 km au sud-sud-est de Bruntál, à 55 km à l'ouest d'Ostrava et à 222 km à l’est-sud-est de Prague.
La commune est limitée par Roudno au nord, par Bílčice à l'est, par Dvorce au sud, et par Moravský Beroun à l'ouest.

## Histoire
La première mention écrite de la localité date de 1397.

## Transports
Par la route, Křišťanovice se trouve à 10 km de Moravský Beroun, à 22 km de Bruntál, à 75 km d'Ostrava et à 289 km de Prague.